# Uwe M. Schneede

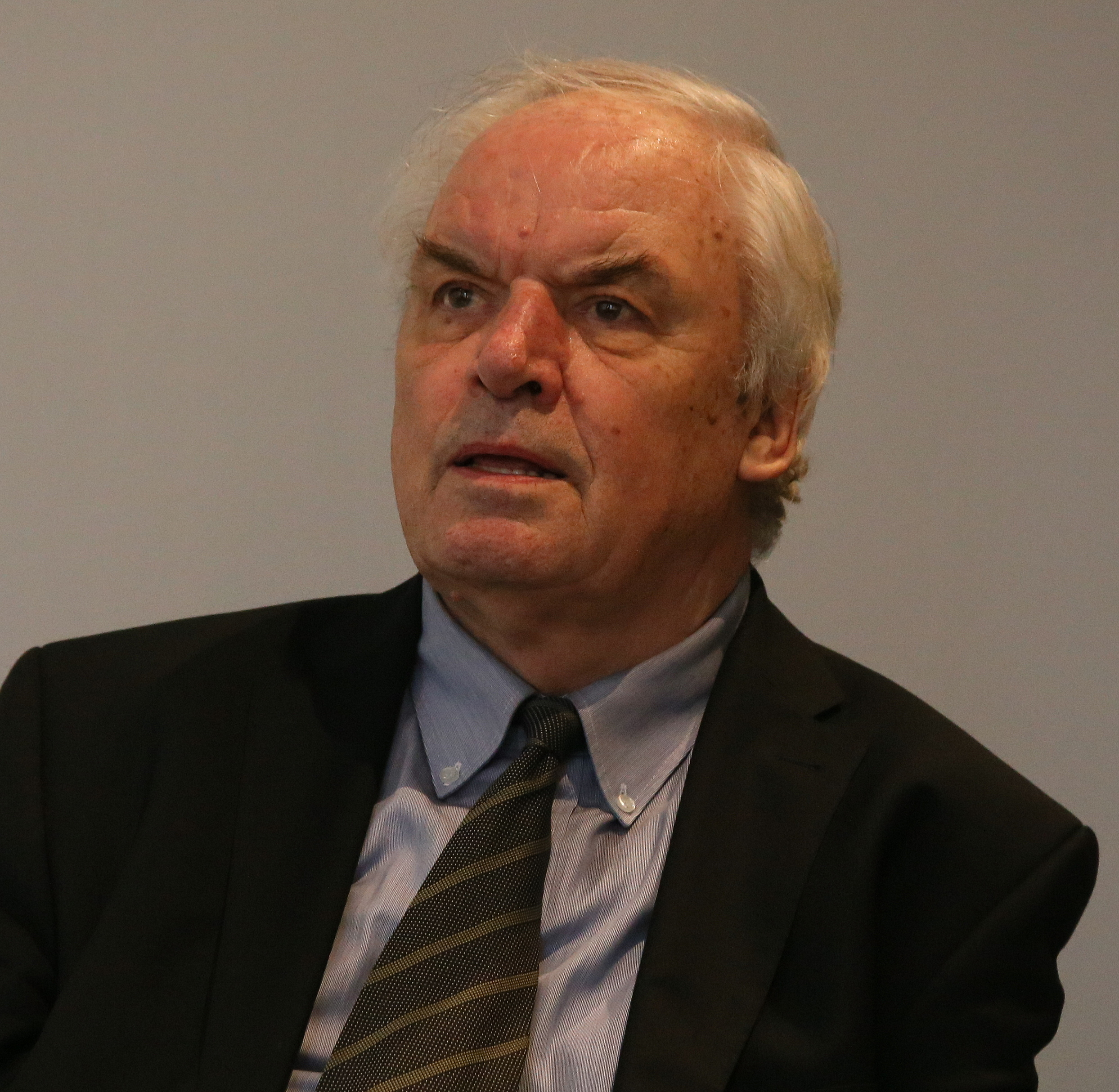
Uwe M. Schneede bei der Eröffnung der Ausstellung Paula Modersohn-Becker im Bucerius-Kunstforum am 2. Februar 2017. Uwe M. Schneede hat diese Ausstellung kuratiert.

Uwe M. Schneede (* 3. Januar 1939 in Neumünster) ist ein deutscher Kunsthistoriker und Kurator für zeitgenössische Kunst. Von 1991 bis 2006 war er Direktor der Hamburger Kunsthalle.

## Leben und Werk
Uwe M. Schneede hat Kunstgeschichte, Literaturwissenschaft und Klassische Archäologie an der Universität Kiel sowie an der Universität München studiert. 1965 wurde er mit der Arbeit Das repräsentative Gesellschaftsbild in der niederländischen Malerei des 17. Jahrhunderts und seine Grundlagen bei Hans Vredeman de Vries an der Christian-Albrechts-Universität zu Kiel promoviert. 1966 erhielt er ein Stipendium der Studienstiftung des deutschen Volkes für ein Forschungsjahr am Rijksbureau voor kunsthistorische Documentatie in Den Haag/Niederlande. 1968 heiratete er die Kunsthistorikerin Marina Sczesny.
Ab 1967 war er für anderthalb Jahre wissenschaftlicher Assistent an der neu gegründeten Kunsthalle Düsseldorf, darauf folgte von 1968 bis 1973 die Leitung des Württembergischen Kunstvereins Stuttgart. Von 1973 bis 1984 leitete Schneede den Kunstverein in Hamburg. In Stuttgart (1973) wie auch in Hamburg (1977) begründete er zusammen mit anderen ein Kommunales Kino und war jeweils mehrere Jahre Vorstandsmitglied dieser Einrichtungen.
1985 bis 1990 war er Professor für die Kunstgeschichte der Moderne am Kunsthistorischen Institut der Universität München. 1991 trat er das Amt als Direktor der Hamburger Kunsthalle an. In seine Amtszeit fiel die Errichtung der „Galerie der Gegenwart“, entworfen von Oswald Mathias Ungers, eröffnet 1997. Dafür baute er eine Sammlung internationaler Kunst seit den 1960er Jahren auf. Ab 1994 war er Teilzeitprofessor für Kunstgeschichte an der Hochschule für bildende Künste Hamburg. 2009 wurde Schneede mit dem Verdienstkreuz am Bande der Bundesrepublik Deutschland ausgezeichnet.
Einige seiner Buchpublikationen: Ensor - ein Maler aus dem späten 19. Jahrhundert, 1972; Die Kunst des Surrealismus, 2006; Max Beckmann. Der Maler seiner Zeit, 2009; Die Geschichte der Kunst im 20. Jahrhundert. Von den Avantgarden bis zur Gegenwart, 2. Aufl. 2010; Die Kunst der Klassischen Moderne, 3. Aufl. 2020; Paula Modersohn-Becker. Die Malerin, die in die Moderne aufbrach, 2. Aufl. 2022.
Eine Übersicht zu seinen Publikationen findet sich im Katalog der Deutschen Nationalbibliothek.
Von 2008 bis 2014 war Schneede Vorsitzender des Beirats der Arbeitsstelle für Provenienzforschung in Berlin, von 2015 bis 2017 wissenschaftlicher Gründungsvorstand des Deutschen Zentrums Kulturgutverluste in Magdeburg. Er lebt und arbeitet in Hamburg.
Nach seiner Pensionierung kuratierte er folgende Ausstellungen: „Das schönste Museum der Welt“ im Museum Folkwang Essen 2010, „Gerhard Richter. Bilder einer Epoche“ im Bucerius Kunst Forum Hamburg 2011, „1914. Die Avantgarden im Kampf“ in der Bundeskunsthalle Bonn 2013, „Paula Modersohn-Becker. Der Weg in die Moderne“ im Bucerius Kunst Forum Hamburg 2017.
Von 1997 bis 2006 war Schneede Mitglied der „Réunion des responsables des musees et institutions organisateurs de grandes expositions“, 2005 Mitbegründer des „Leipziger Kreises“, 2010–2017 Mitglied der Wissenschaftlichen Kommission des Instituts für Museumsforschung in Berlin. Seit 2021 ist er einer der Experten des Max Beckmann Gremiums der Kaldewei-Kulturstiftung.